# Charles Verlat

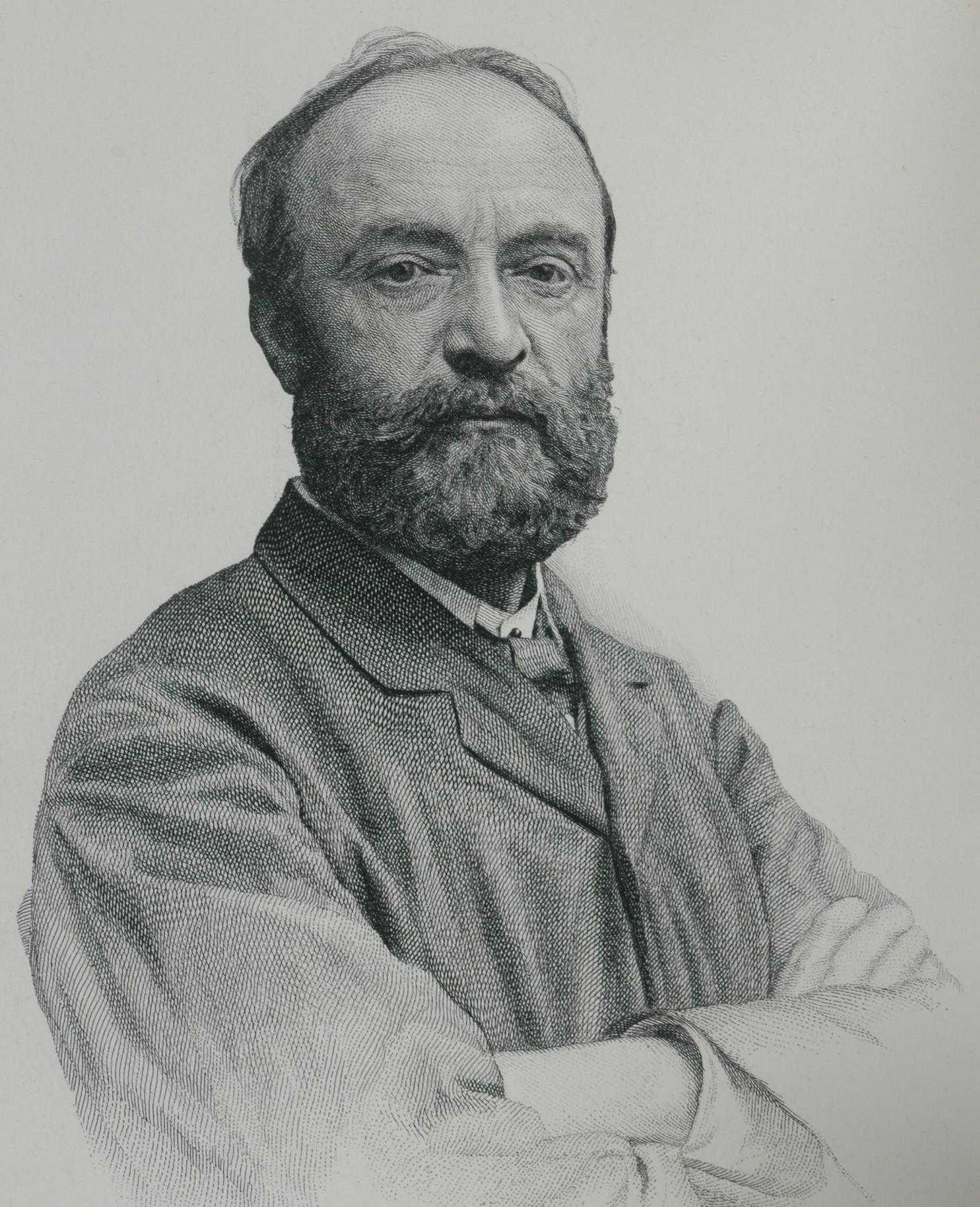
Charles Verlat

Michel Marie Charles Verlat (* 24. November 1824 in Antwerpen; † 23. Oktober 1890 ebenda) war ein belgischer Maler.
An der Kunstakademie Antwerpen war Verlat u. a. Schüler von Nicaise de Keyser. Mit dessen Unterstützung konnte er später auch in Paris studieren. Seinen Ruf begründete das Bild „Au loup“ (1861 auf der Antwerpener Ausstellung), das einen Kampf zwischen Bauern und einem Wolf darstellt.
Neben dem Tierbild kultivierte er später auch die Geschichtsmalerei. Seine Hauptwerke auf diesem Gebiet sind: „die Einnahme von Jerusalem durch Gottfried von Bouillon“ (im Museum zu Brüssel), „die Hochzeit zu Kana“, die durch edle Komposition ausgezeichnete „Trauer um den Leichnam Christi“ und „Maria mit den vier Evangelisten“ (Museum zu Antwerpen).

Von seinen Tierbildern, welche teils dramatische, teils humoristische Szenen mit großer Naturwahrheit darstellen, sind hervorzuheben: „Löwenjagd“, „Kampf um die Beute“, „böse Nachbarschaft“, „Schafherde mit Hirtenmädchen“, „Erwartung des Herrn“ oder „Affe, sich vor dem Spiegel rasierend“.
1869 wurde Verlat als Professor an die Großherzoglich-Sächsische Kunstschule zu Weimar berufen, legte aber schon nach wenigen Jahren sein Amt nieder und wurde Professor an der Akademie zu Antwerpen. Sein ehemaliger Schüler Henry van de Velde wurde 1907 der Gründer der Kunstgewerbeschule Weimar.
Eine 1875 unternommene Orientreise gab ihm den Stoff zu Bildern aus dem Volksleben in Palästina. Seine Gemälde sind durch breite Pinselführung und kräftige Färbung ausgezeichnet.
Seit 1884 war er Mitglied der Académie royale des Sciences, des Lettres et des Beaux-Arts de Belgique (Classe des Beaux-Arts).
Vier Wochen vor seinem 66. Geburtstag starb Charles Verlat am 23. Oktober 1890 und fand seine letzte Ruhestätte auf dem Friedhof Schoonselhof in Antwerpen.